# Pizzo Pioltone
De Pizzo Pioltone (Duits: Camoscellahorn) is een 2610 meter hoge berg in de Lepontische Alpen op de grens van Italië en Zwitserland.
De berg verheft zich ten zuiden van het Val Divedro en ten oosten van het Zwischbergendal. Ten zuiden van de Pizzo Piotone ligt de veelbelopen Monscerapas (2103 m) die de verbinding vormt tussen het Zwischbergendal en het Val Bognanco. Vanaf deze pas voert een pad omhoog naar de top.
Vanaf de top heeft men uitzicht over de Monte Leone, Pizzo Diei, Fletschhorn en de vierduizenders Lagginhorn en Weissmies. De Pizzo Pioltone staat echter in de schaduw van de nabije Seehorn waarvan de top gemakkelijker te beklimmen is en men van hetzelfde panorama kan genieten.